# Yazılıkaya
Yazılıkaya est un site archéologique hittite situé en Turquie, dans la région d'Ankara. En turc, son nom signifie « rocher inscrit ». Il se trouve à deux kilomètres au nord-est de Hattusha, la capitale du royaume hittite. Il a été fouillé en même temps que la capitale. Lieu de culte très ancien, il a été réaménagé au XIIIe siècle av. J.-C. sous les règnes de Hattushili III et de son fils Tudhaliya IV.

## Plan du site
Le site de Yazılıkaya est un centre cultuel rupestre à ciel ouvert, aménagé dans un espace constitué de gorges creusées naturellement dans une colline, constituant des galeries naturelles. On y trouve aussi une source. Le lieu, de par sa disposition, a très tôt été un lieu de culte. On en a fait progressivement un sanctuaire de plus en plus important. D'abord un simple mur a été érigé pour le séparer de l'extérieur, puis on a ensuite commencé à bâtir un temple, auquel on accède par une porte monumentale. Le temple est organisé selon le plan traditionnel hittite, autour d'une grande cour donnant accès à des petites salles. Il était bâti à l'entrée de la grande galerie, et donnait accès à une porte menant à la galerie sud.
Les parois des galeries étaient sculptées, constituant un long bas relief. Dans la Chambre A, le bas-relief représente deux cortèges de 63 dieux se rejoignant au centre de la scène. À la gauche se trouvent les divinités masculines, vêtues de pagnes, conduites par le dieu-Orage de Hattusha (Teshub), debout sur une montagne, et à droite se trouvent les divinités féminines conduites par Hebat, debout sur un lion. Le roi Tudhaliya IV, qui a fait graver cette scène, se trouve représenté à trois reprises, avec tous les attributs de sa royauté, attributs qu'il partage avec le dieu Soleil masculin (longue tunique, bonnet rond, lituus - sceptre au bout allongé symbolisant la souveraineté). Dans une de celles-ci, il est embrassé par le dieu Sharruma (fils de Teshub et de Hebat), son dieu-protecteur. 
Dans la Chambre B, le bas-relief, moins important que celui de la Chambre A, représente un cortège de douze divinités, ainsi que d'autres représentations, notamment celle d'un énigmatique « dieu-épée ».

## Fonction

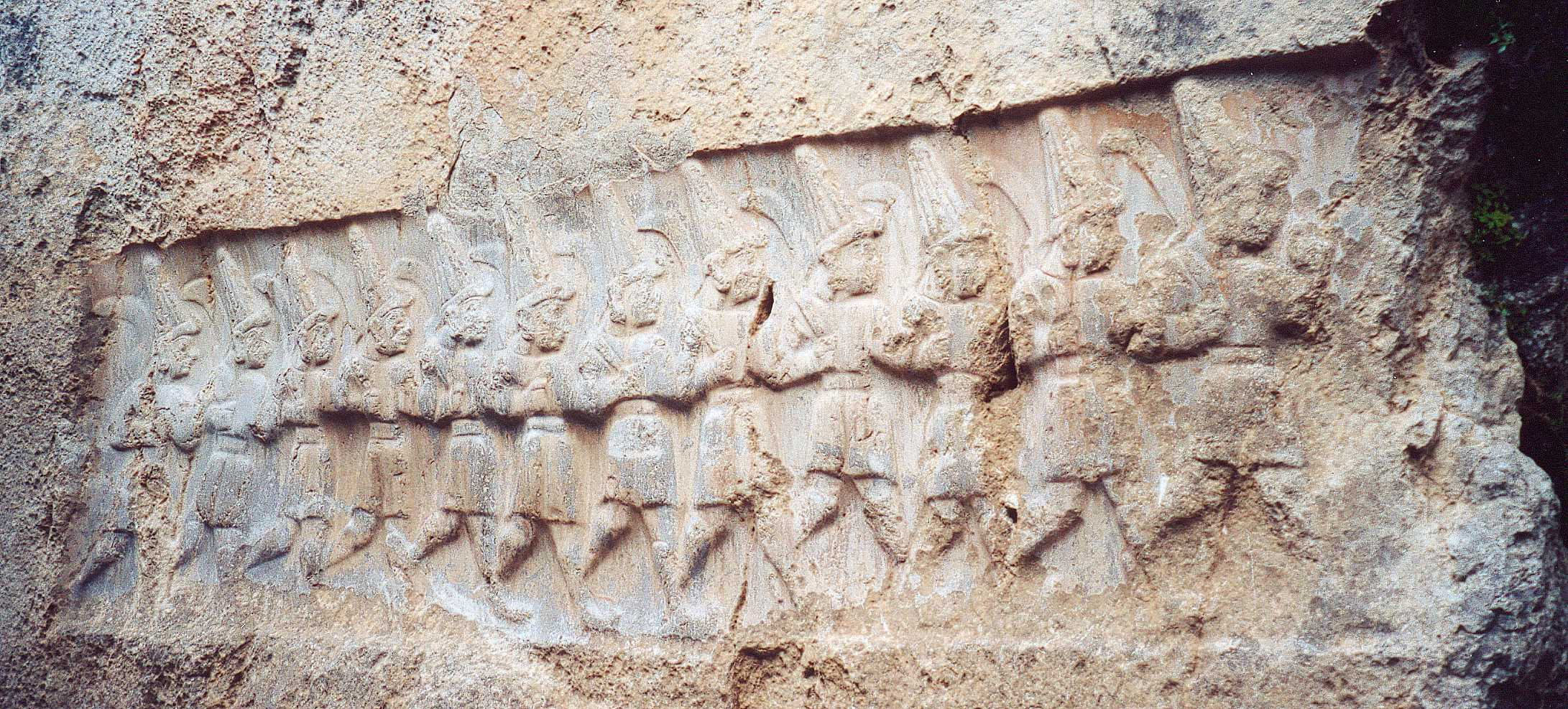
Bas-relief représentant les douze dieux du monde souterrain, Chambre B

La fonction de ce lieu de culte reste inconnue. Selon Kurt Bittel, il s'agit d'un lieu dédié au culte funéraire, du fait de la présence d'un pseudo-Nergal dans la Chambre B (les douze dieux de cette salle seraient dans ce cas des divinités chtoniennes). D'autres discutent aussi pour savoir si Yazılıkaya était associé au grand temple de Hattusha où s'il s'agissait d'un lieu de culte à part entière (dans ce cas, les reliefs sculptés auraient la même fonction que la statue de la divinité se trouvant dans son temple). 
D'autres encore (notamment Emmanuel Laroche) ont vu dans ce site l'exemple de la forte influence culturelle hourrite sur le royaume hittite tardif. Les dieux du panthéon hourrite (Teshub, Hebat et Sharruma en premier lieu) sont assimilés aux divinités traditionnelles hittites, et on a relevé des ressemblances entre le cérémonial représenté par les reliefs sculptés et le cérémonial hourrite. Le nom des dieux écrit sur les reliefs étant celui que leur donnent les Hourrites. La reine Puduhepa, femme de Hattushili III et mère de Tudhaliya IV, forte personnalité de cette époque, était d'ailleurs originaire du Kizzuwatna, pays à la fois hourritophone et louvitophone. Tudhaliya IV joua le rôle principal dans le réaménagement du sanctuaire comme le prouve sa présence dans les reliefs. Il fut un réformateur liturgique, réhabilita d'anciennes fêtes, et en créa de nouvelles. Il institutionnalisa aussi le syncrétisme religieux, en assimilant « officiellement » les divinités hittites avec les étrangères, surtout hourrites, ce dont ce sanctuaire est l'exemple.
Une autre interprétation a proposé que les bas-reliefs du sanctuaire représentent un calendrier, les dieux sculptés étant organisés en groupes représentant les jours, les mois lunaires et les années solaires.